# دوبل أوك (تكساس)
دوبل أوك (بالإنجليزية: Double Oak, Texas)‏ هي بلدة أمريكية تقع في الولايات المتحدة في مقاطعة دينتون. يقدر عدد سكانها بـ 2,867 نسمة ومساحتها 6.4 كم2 وترتفع عن سطح البحر 201 متر.

## التركيبة السكانية
حدّد مكتب تعداد الولايات المتحدة بيانات التركيبة السكانية لدوبل أوك في تعداد الولايات المتحدة. في ما يلي، التركيبة السكانية حسب تعدادي 2000 و2010.

### تعداد عام 2000
بلغ عدد سكان دوبل أوك 2,179 نسمة بحسب تعداد عام 2000، وبلغ عدد الأسر 682 أسرة وعدد العائلات 633 عائلة مقيمة في البلدة. في حين سجلت الكثافة السكانية 339.4 نسمة لكل كيلومتر مربع (879.0/ميل2). وبلغ عدد الوحدات السكنية 709 وحدة بمتوسط كثافة قدره 110.4 لكل كيلومتر مربع (285.9/ميل2).
وتوزع التركيب العرقي للبلدة بنسبة 94.08% من البيض و1.15% من الأمريكيين الأفارقة و0.64% من الأمريكيين الأصليين و0.96% من الأمريكيين ذوي الأصول الآسيوية و1.10% من الأعراق الأخرى و2.07% من عرقين مختلطين أو أكثر و3.90% من الهسبانيون أو اللاتينيون من أي عرق.
بلغ عدد الأسر 682 أسرة كانت نسبة 49.1% منها لديها أطفال تحت سن الثامنة عشر تعيش معهم، وبلغت نسبة الأزواج القاطنين مع بعضهم البعض 89% من أصل المجموع الكلي للأسر، ونسبة 2.2% من الأسر كان لديها معيلات من الإناث دون وجود شريك،  بينما كانت نسبة 1.6% من الأسر لديها معيلون من الذكور دون وجود شريكة وكانت نسبة 7.2% من غير العائلات. تألفت نسبة 5.4% من أصل جميع الأسر من عدة أفراد يعيشون في نفس المنزل ونسبة 1.2% كانت تتألف من شخص يعيش بمفرده يبلغ من العمر 65 عاماً أو أكثر. وبلغ متوسط حجم الأسرة المعيشية 3.19، أما متوسط حجم العائلات فبلغ 3.31.
بلغ العمر الوسطي للسكان 39.0 عاماً. وكانت نسبة 30.1% من القاطنين تحت سن الثامنة عشر، وكانت نسبة 5.7% بين الثامنة عشر والرابعة والعشرين عاماً، ونسبة 26.3% كانت واقعةً في الفئة العمرية ما بين الخامسة والعشرين والرابعة والأربعين عاماً، ونسبة 32.3% كانت ما بين الخامسة والأربعين والرابعة والستين، ونسبة 5.4% كانت ضمن فئة الخامسة والستين عاماً فما فوق. يوجد لكل 100 أنثى 98.5 ذكر، ويوجد لكل 100 أنثى في الثامنة عشر من عمرها فما فوق 99.5 ذكر.
بلغ متوسط دخل الأسرة في البلدة 113,400 دولارًا، أما متوسط دخل العائلة فبلغ 114,063 دولارًا. وكان متوسط دخل الذكور 81,398 دولارًا مقابل 47,417 دولارًا للإناث. وسجل دخل الفرد الخاص بالبلدة 41,632 دولارًا. وكانت نسبة 0.3% من العائلات ونسبة 1.4% من السكان تحت خط الفقر، وكان من هؤلاء نسبة 0.3% تحت سن الثامنة عشر ونسبة 0% في الخامسة والستين من العمر وما فوق.

### تعداد عام 2010
بلغ عدد سكان دوبل أوك 2,867 نسمة بحسب تعداد عام 2010، وبلغ عدد الأسر 956 أسرة وعدد العائلات 859 عائلة مقيمة في البلدة. في حين سجلت الكثافة السكانية 446.6 نسمة لكل كيلومتر مربع (1,156.7/ميل2). وبلغ عدد الوحدات السكنية 978 وحدة بمتوسط كثافة قدره 152.3 لكل كيلومتر مربع (394.5/ميل2).
وتوزع التركيب العرقي للبلدة بنسبة 93.20% من البيض و1.43% من الأمريكيين الأفارقة و1.60% من الأمريكيين الأصليين و1.22% من الأمريكيين ذوي الأصول الآسيوية و1.29% من الأعراق الأخرى و1.26% من عرقين مختلطين أو أكثر و5.51% من الهسبانيون أو اللاتينيون من أي عرق.
بلغ عدد الأسر 956 أسرة كانت نسبة 41.3% منها لديها أطفال تحت سن الثامنة عشر تعيش معهم، وبلغت نسبة الأزواج القاطنين مع بعضهم البعض 84.6% من أصل المجموع الكلي للأسر، ونسبة 3.2% من الأسر كان لديها معيلات من الإناث دون وجود شريك،  بينما كانت نسبة 2% من الأسر لديها معيلون من الذكور دون وجود شريكة وكانت نسبة 10.1% من غير العائلات. تألفت نسبة 8.4% من أصل جميع الأسر من عدة أفراد يعيشون في نفس المنزل ونسبة 2.2% كانت تتألف من شخص يعيش بمفرده يبلغ من العمر 65 عاماً أو أكثر. وبلغ متوسط حجم الأسرة المعيشية 2.99، أما متوسط حجم العائلات فبلغ 3.17.
بلغ العمر الوسطي للسكان 44.8 عاماً. وكانت نسبة 26.3% من القاطنين تحت سن الثامنة عشر، وكانت نسبة 6.3% بين الثامنة عشر والرابعة والعشرين عاماً، ونسبة 17.8% كانت واقعةً في الفئة العمرية ما بين الخامسة والعشرين والرابعة والأربعين عاماً، ونسبة 39.6% كانت ما بين الخامسة والأربعين والرابعة والستين، ونسبة 10% كانت ضمن فئة الخامسة والستين عاماً فما فوق. وتوزع التركيب الجنسي للسكان بنسبة 49.7% ذكور و50.3% إناث.

## أعلام
- يوخن جراف